# ファーイースタン航空
ファーイースタン航空（中国語: 遠東航空、英語: Far Eastern Air Transport）は、台湾の航空会社である。2022年現在全路線で運航停止している。

## 概要

### 設立

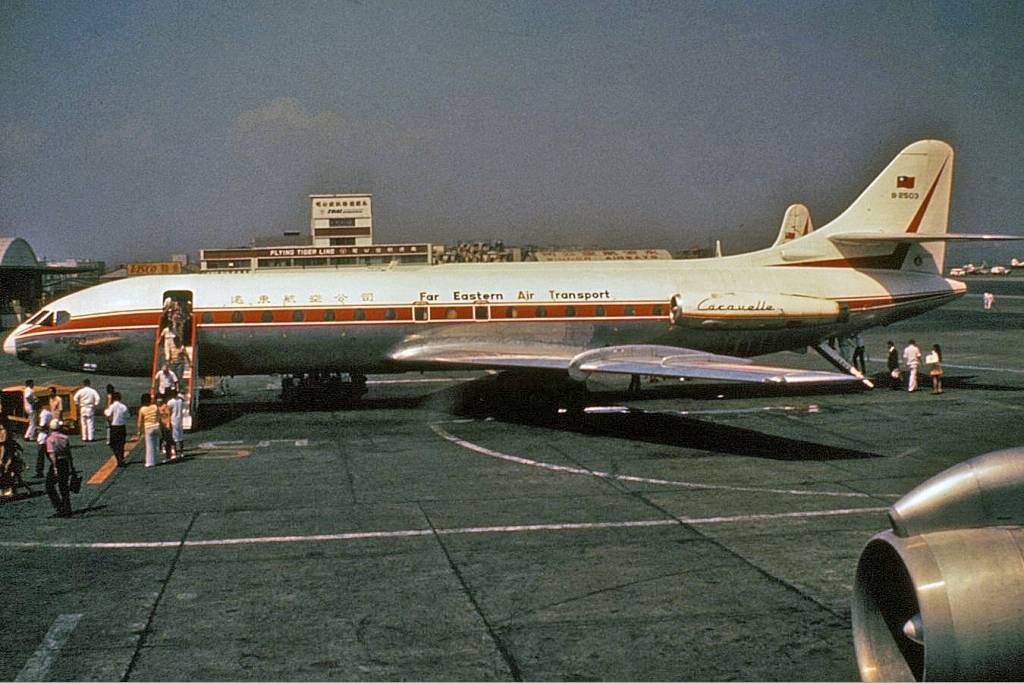
シュド・カラベル（1972年）

1957年6月5日に台湾で創業し、定期民間航空事業には1962年に参入し、台北松山空港を中心にビッカース バイカウントやシュド・カラベルなどで国内線を運航した。その後マクドネル・ダグラスMD-82やMD-83、ボーイング757などを導入し、国内線やパラオになど近・中距離国際線を運航した。

### 運航停止と復活

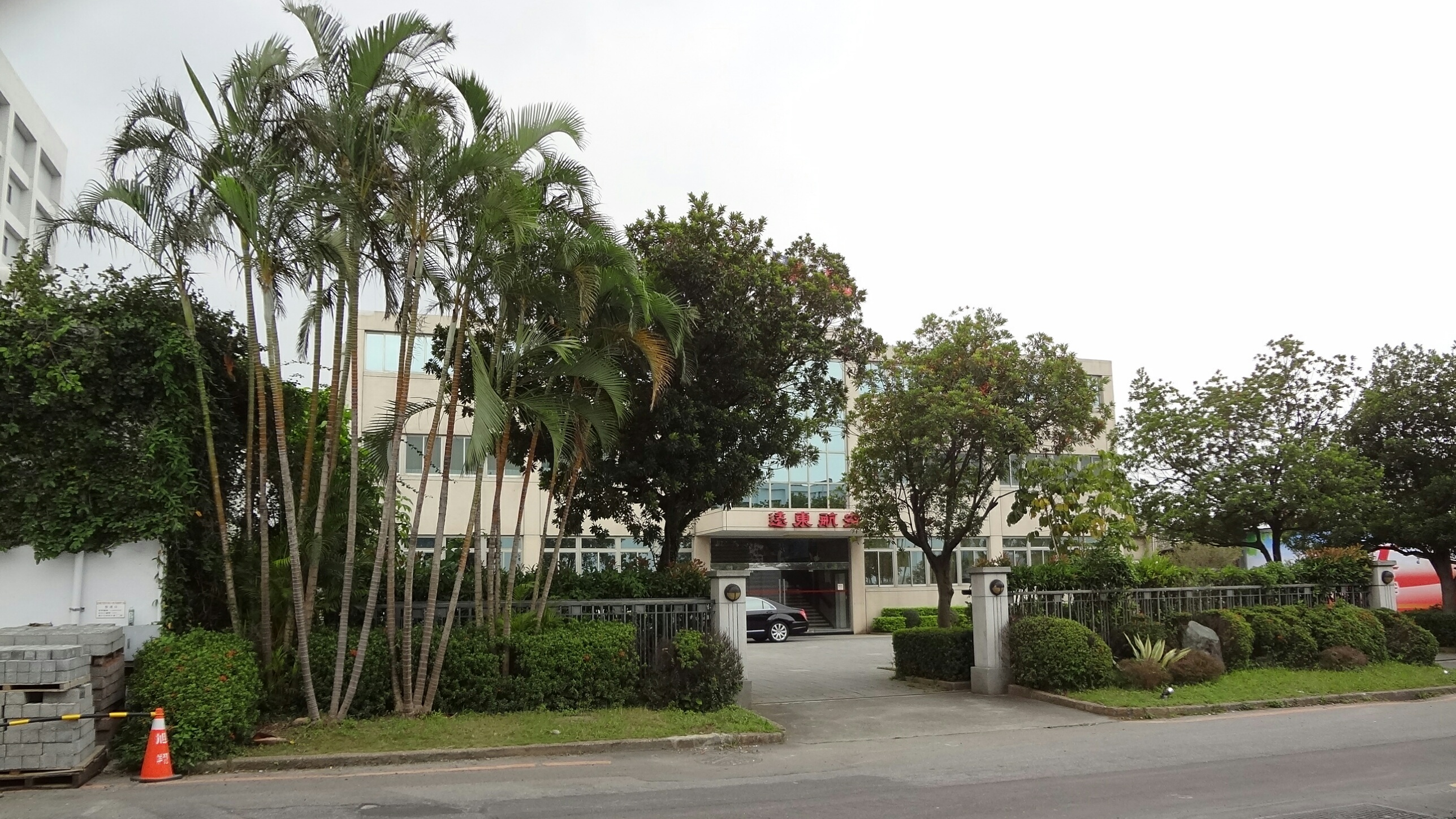
ファーイースタン航空の本社

世界的な原油価格高による燃料費の高騰や、台湾高速鉄道の開業による国内線需要の落ち込みなどを受け、2008年に入ってから急速に経営状態が悪化、燃料費の支払いが滞り5月には運航停止に追い込まれた。
運航停止後、マクドネル・ダグラスMD-83などの保有機体は台北松山空港にて野ざらしになっていたが、2010年1月12日に運航再開計画書が提出された。その中では5月より台北松山-金門線などの国内線を週56便、中国への直行便を週14便就航させ、9月末までに四段階で運航本数を増やしていく計画が盛り込まれている。加えて、富山、九州、函館、旭川など、日本の地方都市への就航計画も含まれていた。
2010年6月、操縦士の募集を行うなど準備が進められた。2010年11月27日、台北松山空港にてB-28025（MD-83型）機の試験飛行を実施した。台湾政府の交通部民航局は同29日、営業運航再開にはあと1機の試験飛行成功と、5千万台湾ドルの運営保証金の準備が必要との条件を示した。
2011年4月18日午前8時55分（現地時間）、台北松山空港から再開後1番機が金門空港へ向けて飛び立った。2年11カ月ぶりの運航再開であった。5月1日からは台北－金門線が1日4往復に増便された。また、交通部民航局は三通による大陸路線の増便分を遠東航空に優先して割り当てる方針を示していた。

### 2019年の運航停止
しかし2019年12月12日、資金繰りの悪化を理由に翌13日より全便を運航停止することを明らかにし、時事通信は遠東航空が事実上の経営破綻に至ったと報じた。
運航停止に至ったいきさつについてNHKが報じたところによると、遠東航空は長年にわたって経営難の状態にあり、会社のトップが個人資産を投じて運営してきたものの、12月11日になって銀行への返済が滞り、会社側から航空当局に対して経営の継続が難しく、運行を一時停止するとの説明がなされたという。遠東航空によると、会社のトップが行方不明となっており遺書のようなメモが残されていたということで、所在の確認を急いでいるという。
13日、張綱維董事長会長は記者会見を開き、アフターサービス人員を除いた従業員およそ1000人を13日付で解雇すると通知したと報じられたことについて、職員は解雇しないとして報道の内容を否定し、会社の営業は継続する方針であると説明した。また航空券を購入済みの乗客には、払い戻す方針である。その後、運転資金を確保し、会社を再建する方針を決めたものの、当面は国内路線の再建に注力するため、新潟ー台北線を含む国際線の運航は引き続き見合わせることになった。Peach Aviationをはじめ、同社が受託しているグランドハンドリング業務については1カ月以内に新会社を設立し、引き続きサービス提供をしていくことになった。
2020年1月31日、交通部は予告なしで運航停止を禁じた民航法の規定に違反したとして300万台湾ドルの罰金を科し、運航許可を取り消した。
2019年12月時点の日本向け路線は新潟空港への定期便、福島空港と秋田空港へ週2便のチャーター便が運航されていた。
台湾で航空会社の運航停止は、2016年のトランスアジア航空と同社傘下のLCCのVエア以来となる。同社の突然の運航停止で、マンダリン航空とユニー航空は同社が運航していた路線に臨時便を出したり、機材を大型化するなどの対応をしている。

## 沿革
- 1957年 - 設立。
- 1997年12月 - 台湾証券取引所に株式上場。
- 2003年 - 従業員数、1000数人。
- 2008年2月13日 - 国際航協清算所(ICH)は、通番ICN018/08号の通知を出し、決済していない1口84万8千ドルもの債務があることを理由に、会員資格を剥奪。
- 2008年2月14日 - 財務危機に陥る。
- 2008年2月23日 - 裁判所は緊急に処罰することを裁定する。会社更生手続きに入る。
- 2008年5月12日 - 「運航に必要な燃料費が払えなくなった」ことから全路線の運航停止。
- 2010年1月12日 - 再建に向けて運航再開計画書を提出。
- 2010年11月27日 - 台北松山空港にて試験飛行を実施。
- 2011年4月18日 - 台北松山-金門線の運航を再開。
- 2019年12月12日 - 翌13日から全便の運航停止を公表[8]。
- 2020年1月31日 - 運航許可取り消し。事実上経営破綻となった

## 保有機材
2019年12月現在

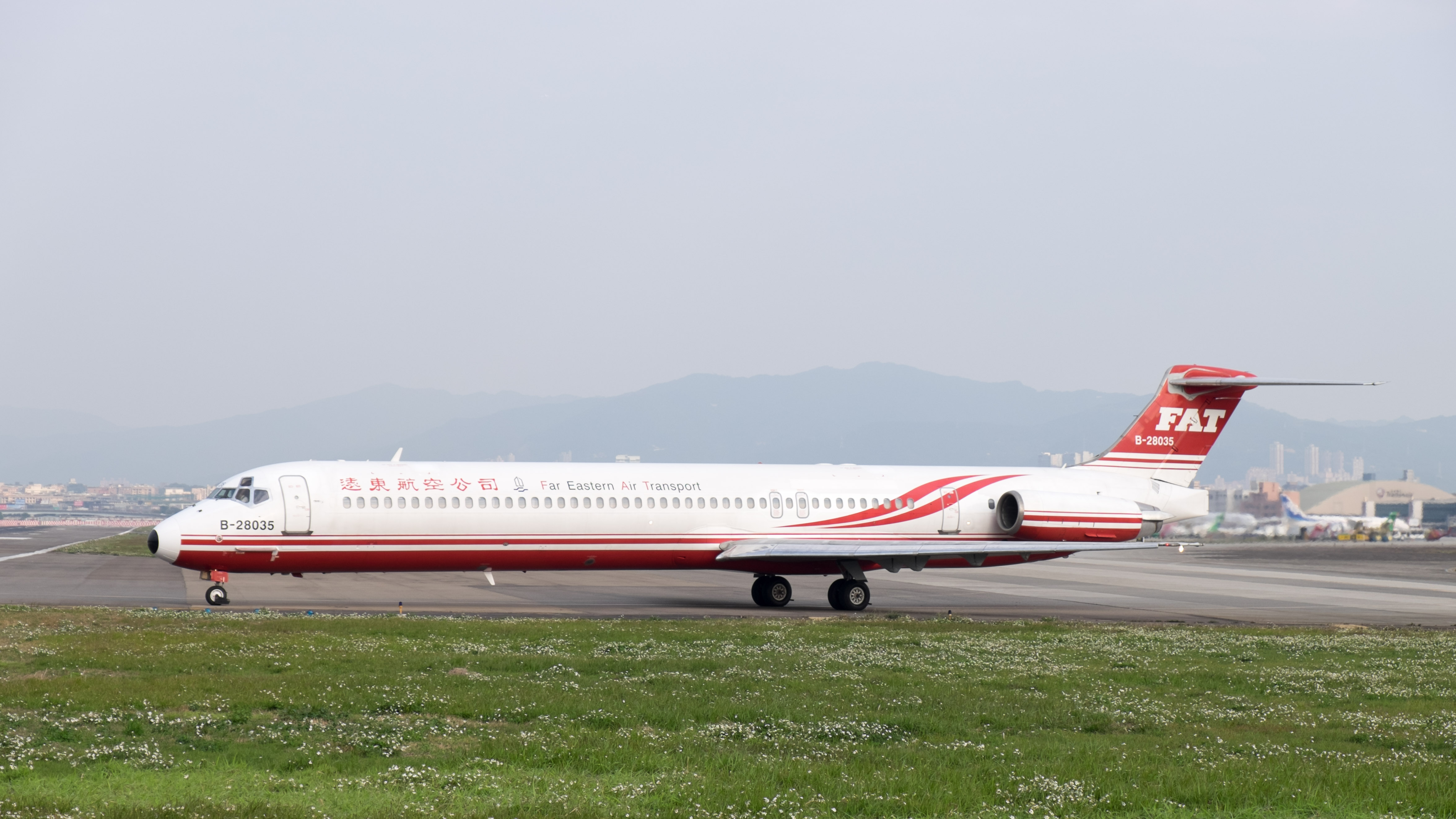
マクドネル・ダグラス MD-83

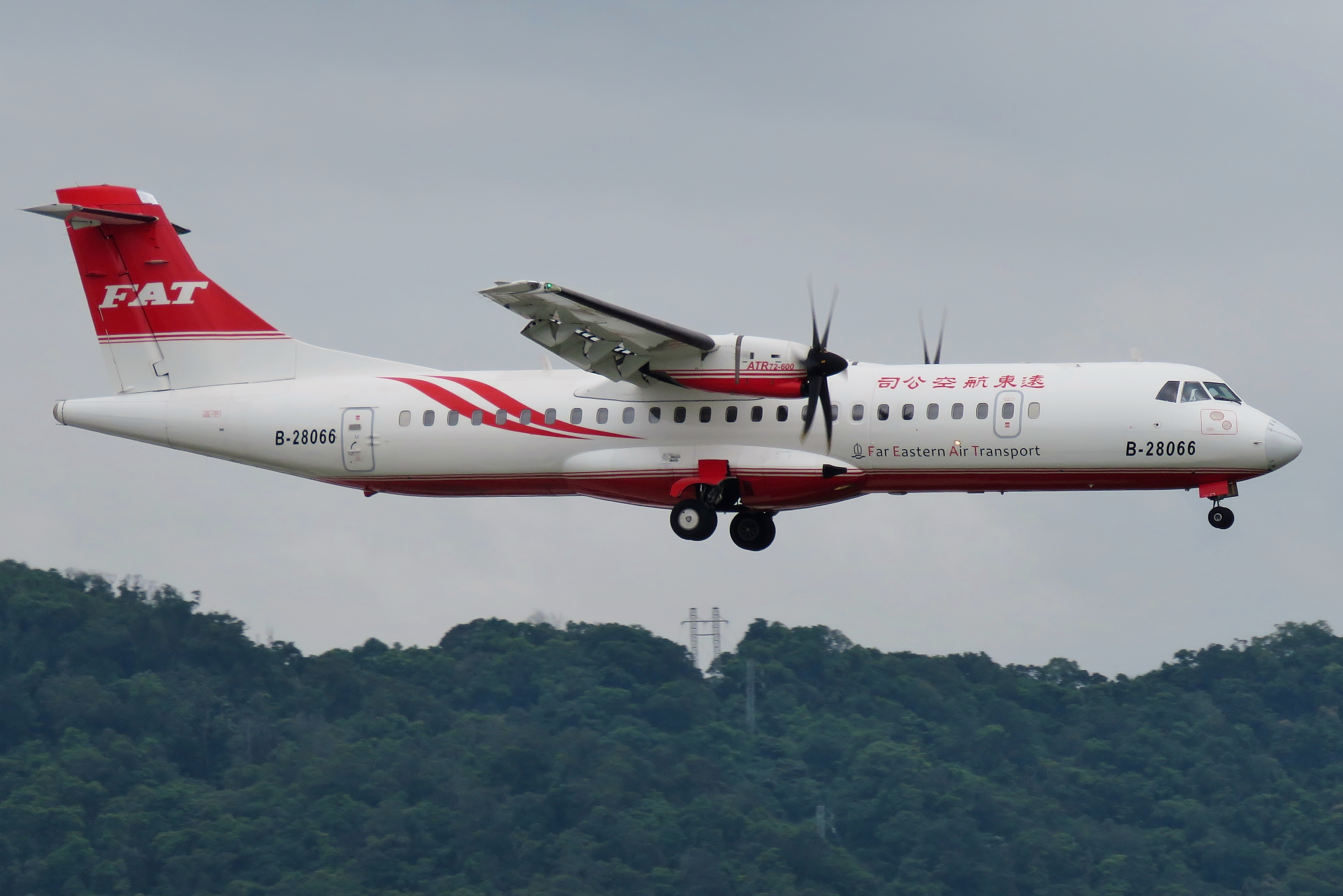
ATR 72-600

- マクドネル・ダグラス MD-82型機 4機
- マクドネル・ダグラス MD-83型機 2機
- ATR 72-600型機 6機

保有機材はジェット機は納入から20年以上の経年機で対照的にプロペラ機はノルディック・アビエーション・キャピタル(NAC)とのリース機だが納入10年未満と機材格差が顕著でジェット機の更新が吃緊の課題であったが
2016年にエア・リース・コーポレーション(ALC)とのリース契約でボーイング737-800を導入更新計画があったが機体状態を巡り訴訟に発展したため導入し更新することが出来なかった。
民用航空局は26年以上の経年期の運用を認めない方針で、2020年1月1日から保有するジェット機のうち4機が運用不可能になることから、そのため、2019年中にボーイング737MAXを導入して解決する方針を取ったが、そんな折、2018年10月29日にライオン・エア610便墜落事故と、それから僅か5カ月半後にエチオピア航空302便墜落事故が発生したため、全世界でボーイング737MAXの運行が停止になる事態となった。
これにより、遠東航空は機材の運用計画が大きく狂い、資金繰りの悪化も重なって2019年12月13日に全路線が運航停止となった。
運航停止により、当初12月27日に台湾到着予定であった、ATR 72-600型機7号機の受領も中止となった。
2020年9月に法務部（法務省）行政執行署台北分署は同社のMD-82型1機を10月6日より672万元から競売にかけることを発表した。
2025年3月には同社が所有していたMD-83型1機が政府に差し押さえられた。
同年6月24日に 法務部（法務省）行政執行署台北分署は台湾松山空港に放置されていた同社のMD-82型1機を7月1日より最低価格450万元(日本円で約2230万円)から競売にかけることを発表した。なおこの機体は2021年に台湾企業が450万元で購入していたものであるが、空港使用料など900万元の支払いが滞ったため差し押さえられた。

## 定期便就航路線
2019年12月現在
（現在全便運行停止中）

### 国内線
- 台北/松山 - 金門、澎湖
- 台中 - 金門、澎湖
- 高雄 - 金門、澎湖

### 両岸（中国）線
- 台北/松山 - 福州、合肥
- 台北/桃園 - 合肥
- 高雄 - 廈門

### 国際線
- 台北/桃園 - 新潟、済州